# Lotta (Tuloma)
Die Lotta (russisch Лотта; skoltsamisch: Lått; nordsam.: Lotto oder Lohttu; finnisch Luttojoki oder Lutto) ist ein 235 km langer Quellfluss der Tuloma in der finnischen Landschaft Lappland und in der Oblast Murmansk in Russland. Der Fluss hat seinen Ursprung nördlich von Saariselkä in Finnland. Die Lotta nimmt kurz vor Überquerung der russischen Grenze den rechten Nebenfluss Suomu auf, fließt in östlicher Richtung und mündet in den Werchnetulomskoje-Stausee. Das Einzugsgebiet umfasst 7980 km², der mittlere Abfluss an der Mündung beträgt 49 m³/s. Durch den Aufstau der Tuloma münden die ehemals linken Nebenflüsse Akkim und Annama heute direkt in den Stausee.